# Worldwar: In the Balance
In the Balance ist der erste Roman der Worldwar-Tetralogie des Autors Harry Turtledove. Im Jahr 1942 erscheinen reptiloide Außerirdische über der Erde und beginnen einen religiös motivierten Eroberungsfeldzug, der den Verlauf der Geschichte drastisch ändert.
Das Buch wird von Worldwar: Tilting the Balance gefolgt.

## Inhalt
Die Rasse (engl. The Race) lebt auf einem Planeten, der den Stern Tau Ceti umkreist und den sie einfach Heimat nennt. Bereits vor ihrer Ankunft auf der Erde hat sie zwei Planeten unterworfen: 12.058 vor Christus Rabota V 2 und 3058 vor Christus Halless 1.
Ihre Expansion rechtfertigt die Rasse mit einem natürlichen Herrschaftsrecht ihres Gottimperators über das gesamte Universum, so dass sich auch eine Eroberungsflotte der Rasse zur Erde aufmacht, nachdem diese 1141 von einer ihrer Robotersonden beobachtet und als lohnenswertes Ziel markiert worden ist.
Die Angehörigen der Rasse sind der Menschheit des Jahres 1942 (und teilweise auch der heutigen Zeit) technologisch weit überlegen, jedoch geht ihr wissenschaftlicher Fortschritt äußerst langsam voran, so dass sie, als ihre Invasionsflotte unter Fleetlord Atvar eintrifft, erwarten auf schwertschwingende Wilde in Kettenhemden zu stoßen.
Bis auf einige Ausnahmen – z. B. mit Wasserstoff angetriebene Motoren, die Fähigkeit zwischen Sonnensystemen zu reisen – entspricht die Technologie der Rasse in etwa dem Stand von 1994, als das Buch zuerst publiziert wurde.
Als seine Sonden dann überraschenderweise die mit Flugzeugen und Panzern geführten Gefechte des Zweiten Weltkrieges aus dem Weltall beobachten, entscheidet Fleetlord Atvar, die Menschen durch in großer Höhe gezündete Atomsprengköpfe in die Knie zu zwingen, jedoch zerstören diese die primitiven elektrischen Schaltkreise der Menschen nicht vollständig.
Beinahe ganz Südamerika und Afrika können nach Beginn der Invasion am 30. Mai 1942 im Handstreich von den Truppen der Rasse eingenommen werden, ihre Landungen in Florida, Illinois, Idaho, New York, Polen, Spanien, der Ukraine, der Mongolei und Sibirien werden jedoch von den im Weltkrieg abgehärteten Truppen erschwert.
Atvar lässt verschiedene Befehlshaber der Menschen auf sein Raumschiff bringen, unter ihnen Vyacheslav Molotov. Als dieser erfährt, dass die technologisch so weit fortgeschrittenen Angehörigen der Rasse von einem Monarchen regiert werden, reagiert er entsetzt und merkt an, dass eine Revolution unausweichlich sei, wobei er auch die Ermordung der Zarenfamilie erwähnt. Atvar, der unfähig ist sich eine andere Staatsform als eine Monarchie überhaupt vorzustellen, empfindet daher nichts als unbändigen Hass.
Den Deutschen gelingt es in einer, auf Führerbefehl durchgeführten Aktion, mit dem Eisenbahngeschütz Dora, genau das Landungsschiff der Rasse zu vernichten, das einen Großteil der mitgeführten Atomsprengköpfe mit sich führt.
Die dabei in einem großen Gebiet verstreuten radioaktiven Metalle werden von den Soldaten der Rasse eilig wieder eingesammelt, jedoch ziehen sie so die Aufmerksamkeit der Deutschen und der Russen auf sich. Nach einem eiligen Waffenstillstand gelingt es einer aus Deutschen und Russen bestehenden Kommandoeinheit, unter Beteiligung von Otto Skorzeny, Teile des radioaktiven Erzes von den Aufräummannschaften zu erbeuten.
Die Rasse nimmt jedoch Rache an Deutschland, indem sie Berlin nuklear vernichtet. Da die Vereinigten Staaten ihr Nuklearprogramm in Chicago verbissen gegen Bodentruppen der Rasse verteidigen, ereilt Washington dasselbe Schicksal; die USA verlegen ihre Hauptstadt nach White Sulphur Springs. Anders als von Lord Atvar wegen der Erfahrungen mit den in der Vergangenheit unterworfenen Völkern erwartet, geben die Menschen nach der Vernichtung ihrer Hauptstädte nicht auf, sondern kämpfen umso erbitterter und voller Hass weiter.
Panzertruppen unter dem Kommando von Omar Bradley und George Patton gelingt es gegen Ende des Romans, Indiana und Wisconsin zurückzuerobern.
Fleetlord Atvar ist von den unerwarteten Schwierigkeiten, die sich offenbaren, mehr und mehr verärgert: Es stellt sich heraus, dass Ingwer bei den Mitgliedern der Rasse noch heftiger wirkt als Kokain bei Menschen, der Gebrauch dieser Droge verbreitet sich überaus schnell in den Reihen der Invasoren.

## Rezensionen
In Publishers Weekly wird der Roman als intelligenten spekulativen Roman bezeichnet und die historischen Details werden gelobt.

## Dramatis personæ
- Mordechai Anielewicz
- Leslie Groves
- Vyacheslav Molotov
- Otto Skorzeny
- Heinrich Jäger: Deutscher Panzerkommandant
- Jens Larssen: Am Manhattan-Projekt beteiligter Physiker
- Sam Yeager: Baseballspieler der Decatur Commodores
- Liu Han: Eine chinesische Frau
- Yi Min: Ein chinesischer Apotheker
- Fleetlord Atvar

## Auflage und Ausgaben
- 1994, USA, Del Rey ISBN 0-345-38241-2,Veröffentlicht am 3. Januar 1994,
- 1995, USA, Del Rey ISBN 0-345-38852-6, Veröffentlicht im Februar 1995

## Übersetzungen
- Russisch: „Флот вторжения“, 2003